# کاندیدا (نمایش‌نامه)

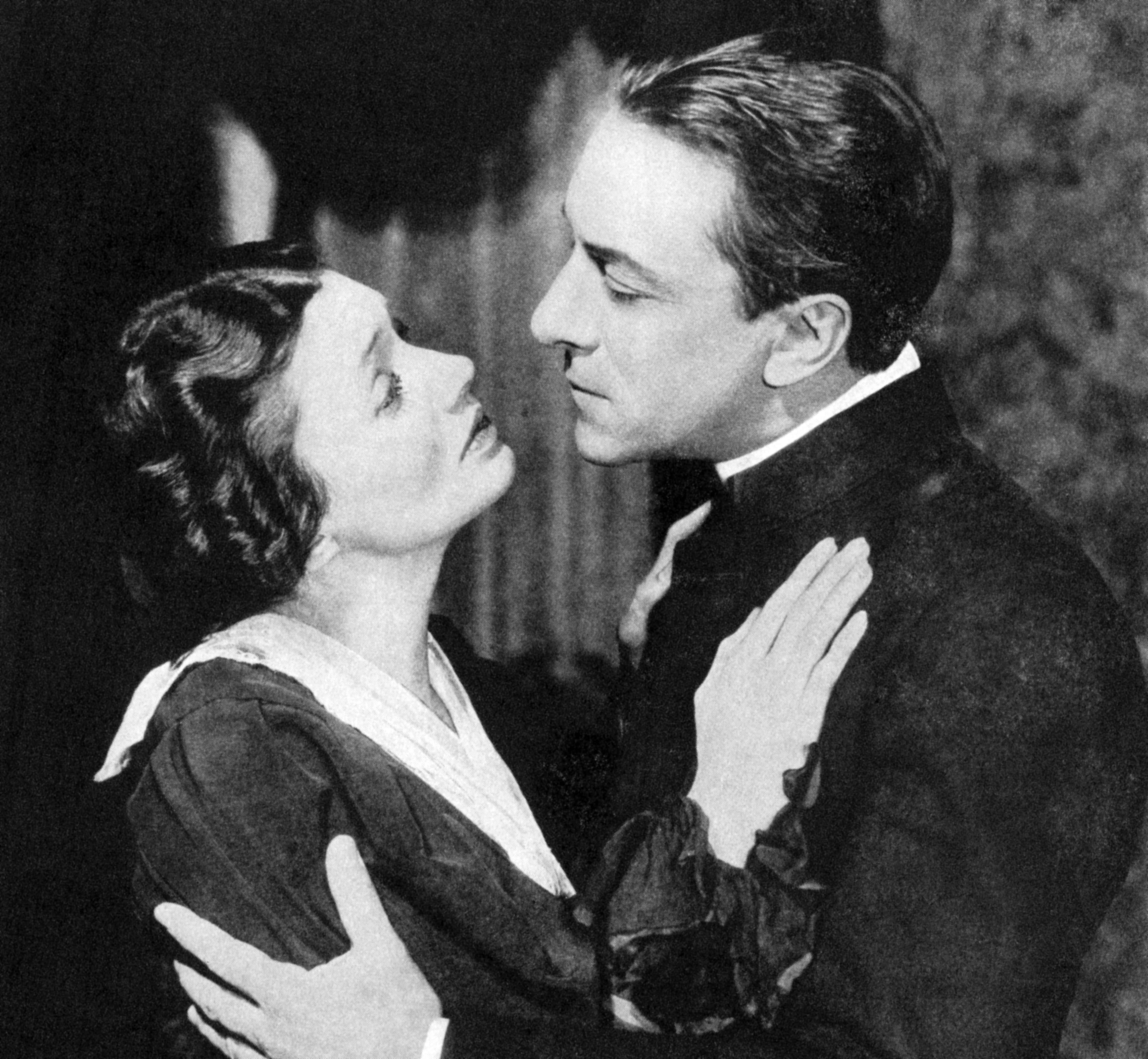
عکس تبلیغاتی برای نمایش کاندیدا در برادوی (۱۹۲۴) با بازی کاترین کورنل و پدرو د کوردوبا

کاندیدا نمایشنامه‌ای کمدی از جورج برنارد شاو است که در سال ۱۸۹۴ نوشته و در سال ۱۸۹۸ منتشر شد. شخصیت‌های اصلی نمایش کشیشی به نام جیمز مورل، همسرش کاندیدا و شاعری جوان به نام یوجین مارچ‌بنکس هستند و در نمایش یوجین مارچ‌بنکس سعی می‌کند دل کاندیدا را به دست آورد. نمایشنامه اخلاقیات حاکم بر دوران ویکتوریایی انگلستان را زیر سؤال می برد و موضوعاتی چون عشق و ازدواج را به چالش می‌گیرد. شخصیت کشیش در نمایش سوسیالیستی مسیحی است که به شاو — که خود سوسیالیستی فابیان است — اجازه می دهد نظر خود را درباره‌ی مسائل سیاسی زمان خود در نمایش بیان کند.
شاو در دهه‌ی ۱۸۹۰ تلاش کرد تا نمایش را در لندن به روی صحنه برد اما این تلاش ها ناموفق بود و او تنها توانست کاندیدا را در دو شهرستان در انگلستان نمایش دهد.  با این حال، چند سال بعد در سال ۱۹۰۳ آرنولد دالی، که یکی از بازیگران نمایش در ایالات متحده بود، چنان موفقیت بزرگی در اجرای این نمایش داشت که شاو در سال ۱۹۰۴ ‌از موفقیت این نمایش به عنوان «شیوع کاندیدامانیا» در نیویورک یاد کرد. بعد از این موفقیت تاتر رویال کورت لندن این نمایشنامه را در شش شب در سال ۱۹۰۴ اجرا کرد. همان تاتر چندین نمایشنامه دیگر شاو را از سال ۱۹۰۴ تا ۱۹۰۷ به روی صحنه برد و نمایش کاندیدا را نیز اجرای مجدد کرد. 